# Јоргос Цитас
Јоргос Цитас (грч. Γεώργιος Τσίτας; 1872, Измир — ?) је грчки рвач у грчко-римском стилу, који је учествовао на првим Олимпијским играма 1896. у Атини.
У дисциплини рвања грчко-римским стилом учествовало је 5 тамичара. Није било подела по тежинским категоријама, тако да је такмичење без обзира на тежину дало само једног победника. Такође, није било прецизних правила. Време борбе није било ограничено. У четвртфиналу Цитас је био слободан. У полуфиналу се састао са својим земљаком Кристопулосом и победио. У финалу је за противника добио немачког такмичара Карла Шумана. Финални меч трајао је 40 минута пре него што се морао прекинути због мрака, па је настављен следећег дана. Сутрадан у наставку меча Цитас је изгубио вема брзо због умора од борбе претходног дана и освојио је друго место.
У свакодневном животу, Јоргос Цитас је био пекар и посластичар. Умро је за време италијанско–немачке окупације за време Другог светског рата између 1940. и 1945.